# Raquel Ricart Leal
Raquel Ricart Leal (Bétera, 1962) és una escriptora valenciana que ha conreat diversos gèneres literaris, sempre en valencià.
Literàriament, es donà a conèixer en guanyar un accèssit dels premis Malva-rosa (1980) amb la narració I entre tant de núvol, ni un glopet de flor. En la dècada dels vuitanta va publicar narracions en les revistes literàries Celobert i Lletres de canvi. Va escriure el text dramàtic Ferrabràs (1990), que va ser posat en escena per Bambalina Titelles. Té diversos llibres publicats: la novel·la negra Un mort al sindicat (Tàndem, 1999), les novel·les juvenils Van ploure estrelles (Tàndem, 2001), que ja porta diverses edicions, El quadern d'Àngela (Tàndem, 2010), guanyadora del V Premi Vila de Paterna, Premi Samaruc 2010, inclosa en The White Ravens 2012, i traduïda recentment al gallec, i En les mars perdudes (Bromera, 2012), premi Bancaixa de Narrativa Juvenil. El 2010 guanyà el prestigiós Premi Andròmina de narrativa amb la novel·la Les ratlles de la vida (3i4, 2010), que posteriorment obtingué el Premi de la Crítica dels Escriptors Valencians el 2011, i el Premi de creació literària de l'Institut Interuniversitari de Filologia de la Universitat de València.
Raquel Ricart també ha participat dins dels projectes editorials de la Fundació Bromera Llegir en valencià amb els títols Costums i tradicions, Blai, un cor de rodamón, Les dones sàvies del nord, i La nit de les pastràssimes, Revolta en l'horta. Algunes de les seues obres han estat traduïdes al gallec O caderno d'Ànxela (Ed. Galaxia) O cidadán pefecto (Ed. Galaxia) i al castellà Llovieron estrellas (Brief, 2014). L'any 2015 publica una novel·la de ciència-ficció, El ciutadà perfecte (Andana), que ha guanyat el premi de la crítica de literatura juvenil que atorga l'IIFV (Institut Interuniversitari de Filologia), i la novel·la guanyadora del premi El lector de l'Odissea El temps de cada cosa, dins la col·lecció Les ales esteses, de l'editorial RBA-La Magrana.
En el 2016 coordina i participa en el llibre de relats col·lectiu Entre dones (Ed. Balandra). En el 2017 coordina i participa en un nou llibre col·lectiu La improbable vida de Joan Fuster (Ed. 3i4). També en el 2017 participa amb relats en els llibres: Nosaltres, els fusterians (Ed. Perifèric) i Nosaltres les fusterianes (Ed. 3i4). Ha col·laborat amb columnes d'opinió al diari Diari La Veu. El 2019 participa amb un relat al llibre Assassins valencians (Edicions del delicte) i es reedita El temps de cada cosa en l'editorial Balandra. El 2022 publica la novel·la El dit de Déu (Proa).

## Premis literaris
- Premi Vila de Paterna, 2010, El quadern d'Àngela[1]
- Premi Andròmina de narrativa, 2010, Les ratlles de la vida[11]
- Premi de la Crítica dels Escriptors Valencians, 2011, Les ratlles de la vida[3]
- Premi Bancaixa de Narrativa Juvenil, 2012, En les mars perdudes[2]
- Selecció White Ravens, 2012, El quadern d'Àngela
- El lector de l'Odissea, 2015, Temps de tornar[11]

## Obra
- 1996 - Una mort al sindicat (Tàndem Edicions) ISBN 978-84-8131-228-7
- 2010 - Les ratlles de la vida (Edicions Tres i Quatre) ISBN 978-84-7502-872-9
- 2011 - Van ploure estrelles[12] (Tàndem Edicions) ISBN 978-84-8131-382-6
- 2012 - El quadern d'Àngela[13] (Tàndem Edicions) ISBN 978-84-8131-902-6
- 2012 - En les mans perdudes (Edicions Bromera) ISBN 978-84-15390-46-6
- 2012 - Blai, un cor de rodamón (Fundació Bromera) ISBN 978-84-96674-95-0
- 2012 - Les dones sàvies del nord (Fundació Bromera) ISBN 978-84-940358-2-1
- 2013 - La promesa del desembarc (Fundació Bromera) ISBN 978-84-940358-4-5
- 2014 - La nit de les pastràssimes (Fundació Bromera) ISBN 978-84-941558-7-1
- 2015 - El ciutadà perfecte (Andana Editorial) ISBN 978-84-16394-04-3
- 2016 - Entre dones (Balandra) ISBN 978-84-943874-5-6
- 2017 - La improbable vida de Joan Fuster ISBN 978-84-16789-81-8
- 2015 - El temps de cada cosa (Edicions de la Magrana) ISBN 9788482647296
- 2017 - Revolta en l'horta: els donyets (Fundació Bromera) ISBN 978-84-947130-4-0
- 2019 - El temps de cada cosa (Balandra) ISBN 978-84-947849-9-6
- 2019 - Assassins valencians (Edicions del delicte) ISBN  978-84-949361-9-7
- 2022 - El dit de Déu (Proa) ISBN 978-84-7588-962-7